# Verticordia inclusa
Verticordia inclusa är en myrtenväxtart som beskrevs av Alexander Segger George. Verticordia inclusa ingår i släktet Verticordia och familjen myrtenväxter. Inga underarter finns listade i Catalogue of Life.